# ان‌ام‌اس اسمول
ان‌ام‌اس اسمول (به انگلیسی: NMS Smeul) یک کشتی است. این کشتی در سال ۱۹۱۴ ساخته شد.